# James Webb-ruimtetelescoop

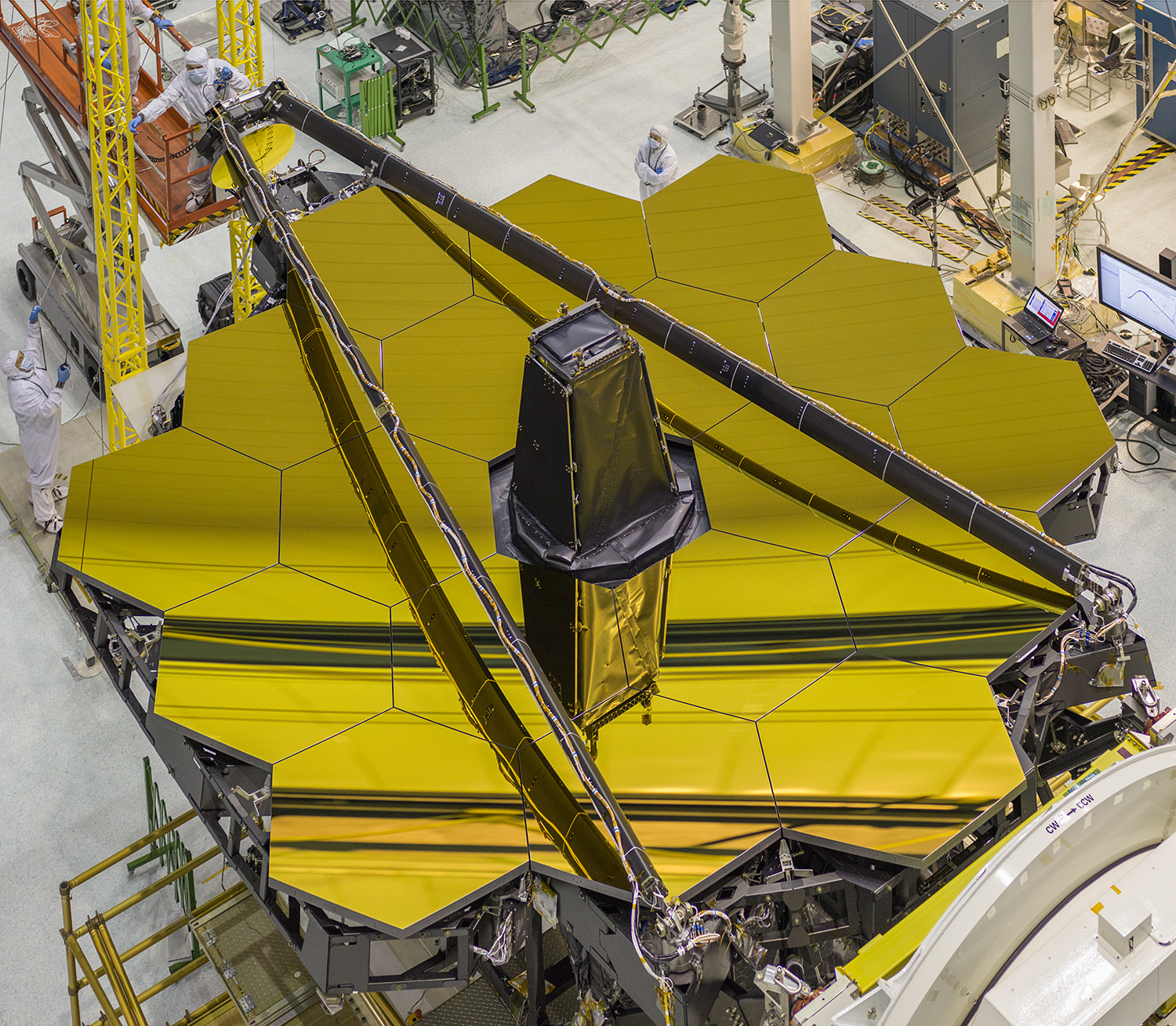
Hoofdspiegel

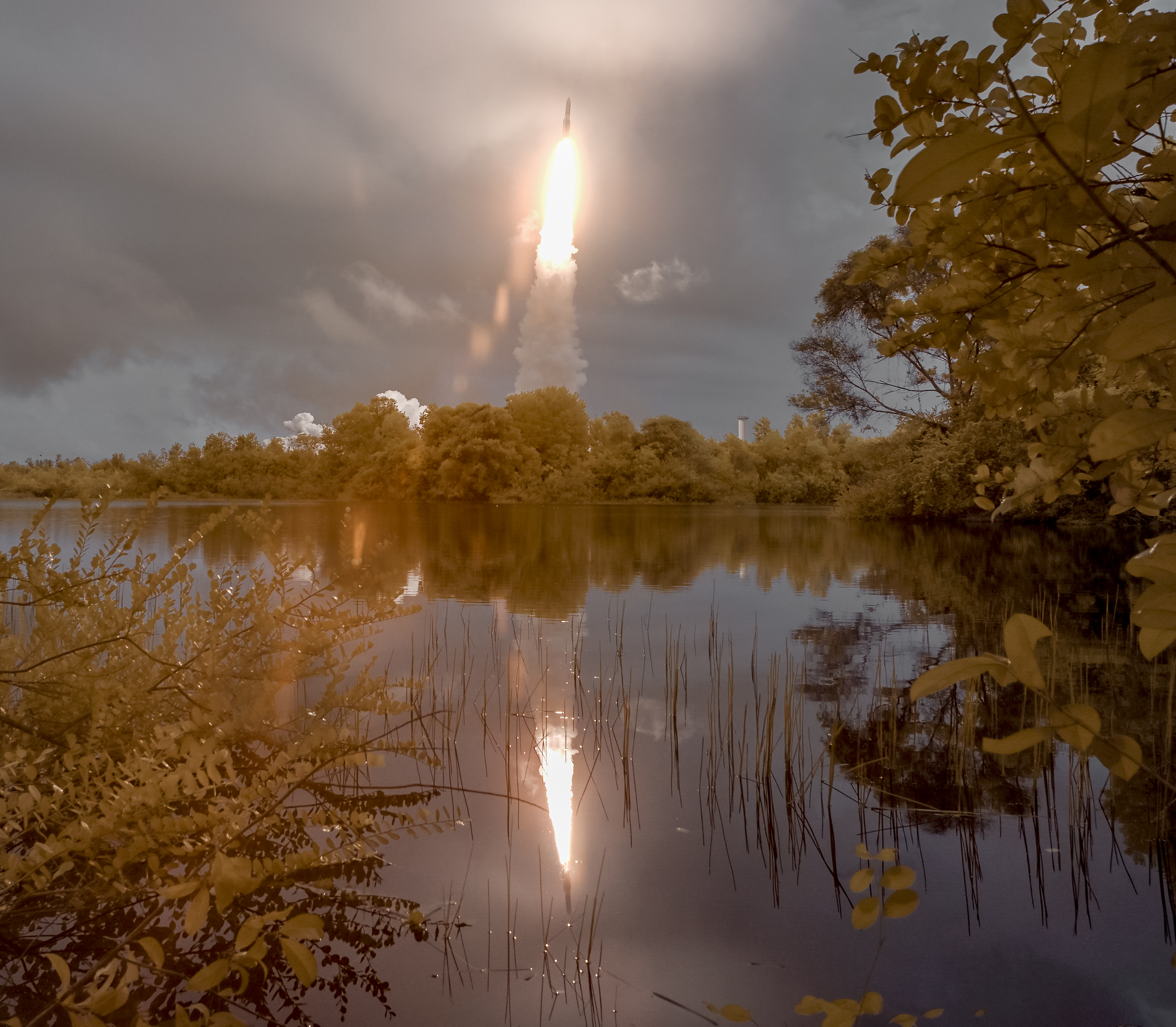
De lancering

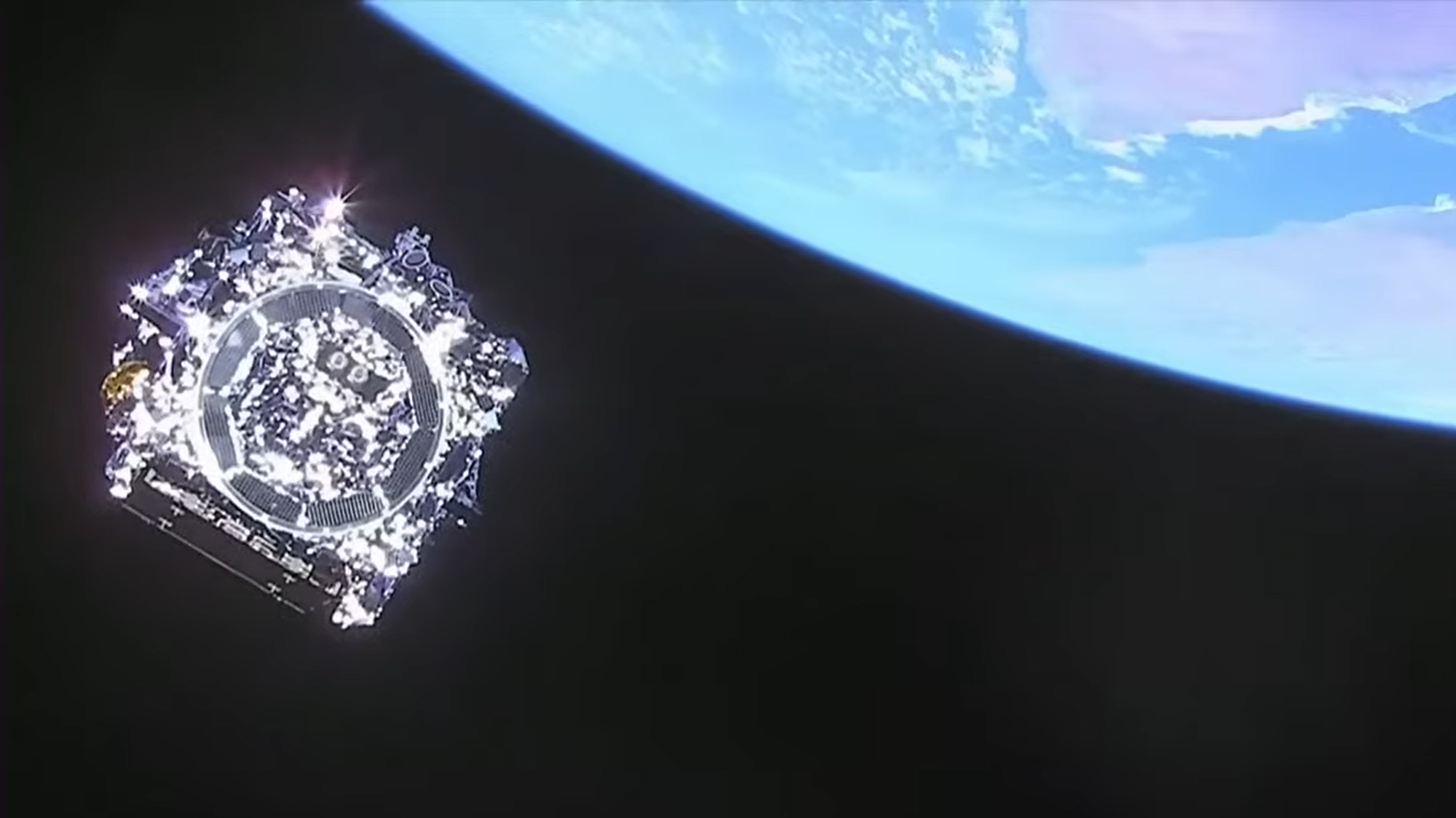
De JWST kort na de lancering met rechtsboven de Aarde (Golf van Aden)

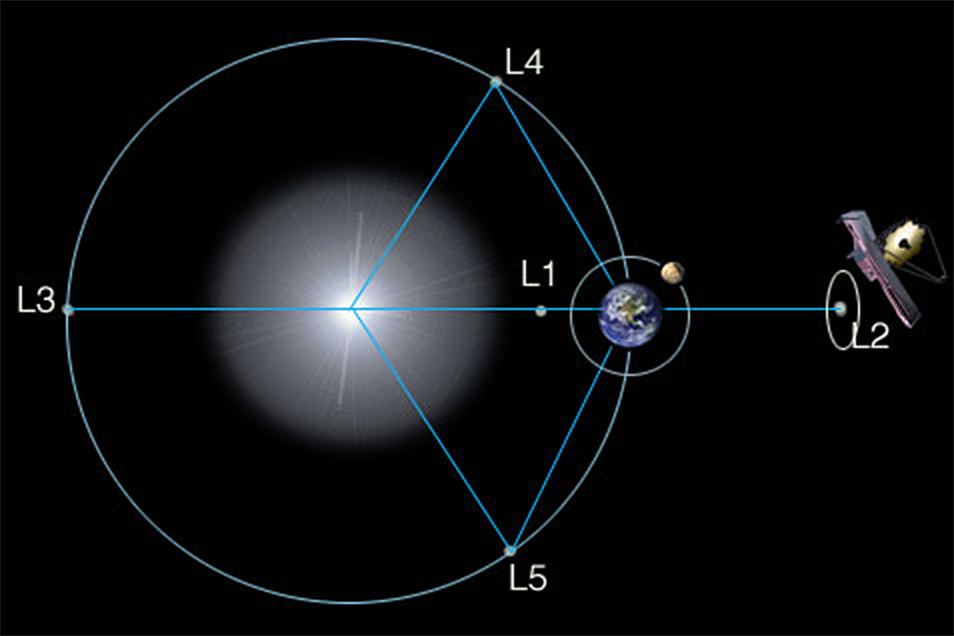
De locatie van de telescoop in Lagrangepunt L2

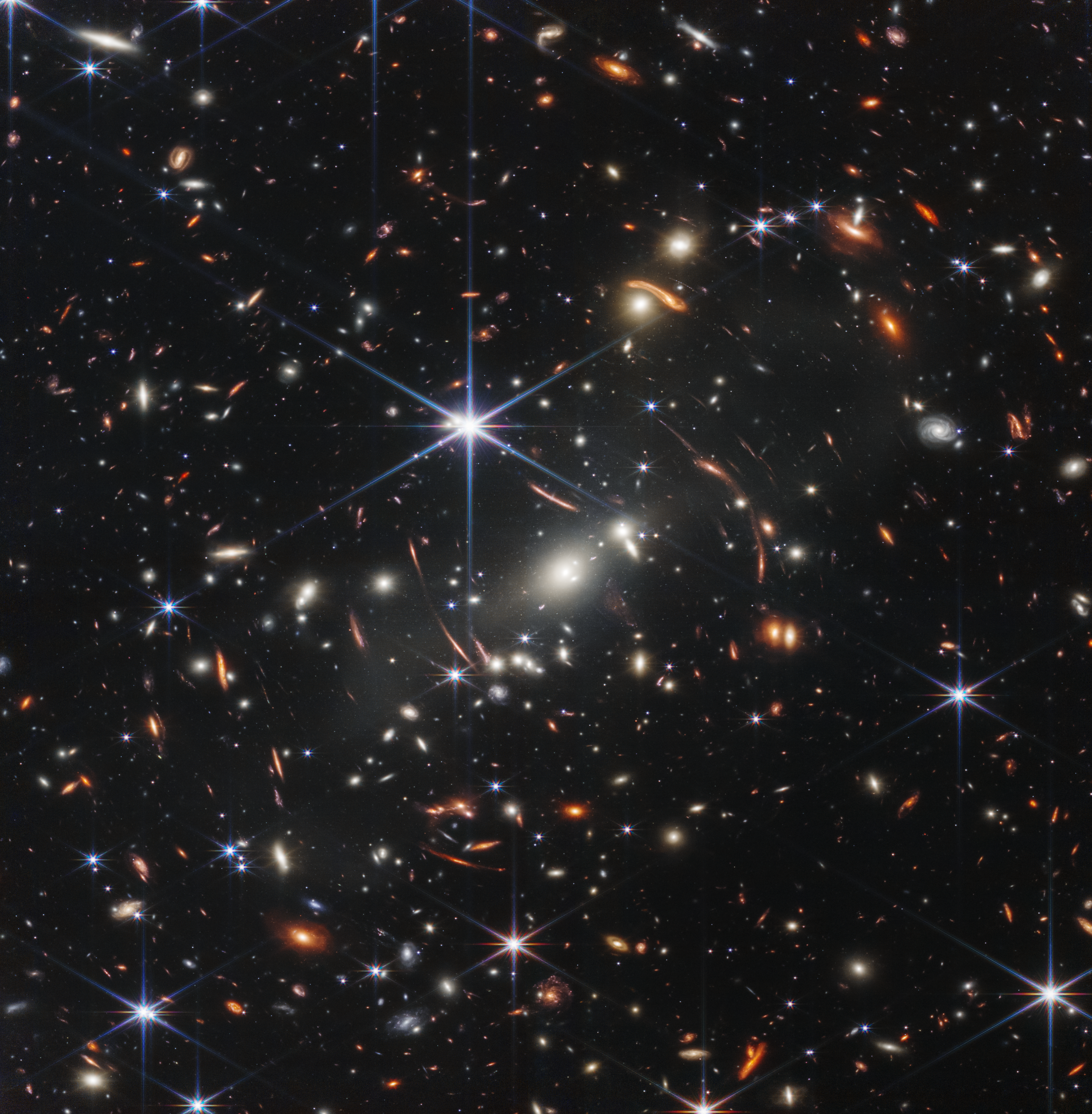
Eerste vrijgegeven wetenschappelijke opname van de James Webb-ruimtetelescoop gepubliceerd op 11 juli 2022. Het toont de cluster SMACS J0723.3-7327

De James Webb-ruimtetelescoop (James Webb Space Telescope, JWST of kortweg de Webb) is een optische en infraroodtelescoop die gelanceerd is op 25 december 2021 en de opvolger is van de Hubble-ruimtetelescoop en de Spitzer Space Telescope. NASA heeft de telescoop samen met ESA en CSA gebouwd en gezamenlijk draagt men zorg voor het onderhoud. De telescoop is vernoemd naar de voormalige bewindvoerder van NASA, James Webb.

## Chronologie

### Ontwikkeling
De ontwikkeling van de JWST begon in 1996 en de lancering was aanvankelijk gepland voor 2007 met een budget van US $500 miljoen. Het project liep echter meerdere vertragingen en kostenoverschrijdingen op en het onderging een groot herontwerp in 2005.
In december 2015 maakte ESA bekend dat de James Webb-ruimtetelescoop in oktober 2018 zou worden gelanceerd met een Ariane 5-raket vanaf de Europese ruimtebasis in Kourou, Frans-Guyana.
De bouw van de JWST werd eind 2016 voltooid waarna de uitgebreide testfase begon. Tijdens de testwerkzaamheden scheurde het zonnescherm en in maart 2018 stelde NASA de lancering verder uit.
Op 28 september 2017 communiceerde NASA dat de lancering voorzien werd voor de lente van 2019. De integratie van de verschillende instrumenten nam meer tijd in beslag dan eerst ingeschat. Op 27 maart 2018 werd de lancering wederom uitgesteld naar mei 2020 en op 27 juni 2018 nogmaals naar 30 maart 2021.
Een onafhankelijk onderzoeksteam dat de vertragingen in 2018 heeft onderzocht verweet aannemer Northrop Grumman een onrealistisch optimistisch beeld van de verwachte voortgang van de bouw te hebben geschetst waarin pech, menselijk falen en extra tijd voor vinden van oplossingen niet waren meegenomen.
In februari 2020 was de JWST afgebouwd en het ontplooiingsmechaniek van het zonnescherm meermaals getest. Het werk aan de integratie en het testen van de telescoop werd in maart 2020 opgeschort vanwege de COVID-19-pandemie waardoor extra vertragingen ontstonden. In juli 2020 werd de lancering opnieuw uitgesteld, nu naar 31 oktober 2021. Dit was de vroegst haalbare richtdatum en was alleen houdbaar wanneer er geen verdere tegenslagen zouden volgen.

### Kosten
Toen NASA in 2002 het bedrijf Norhtrop Grumman koos om de bouw van de JWST te leiden, verwachtten de missieleiders dat het project tussen US $1 en 3,5 miljard zou kosten.
De JWST kost ongeveer 10 miljard over een periode van 24 jaar. Van dat bedrag is US $8,8 miljard besteed aan de ontwikkeling van de telescoop (tussen 2003 en 2021) en is US $861 miljoen voorzien voor de operationele kosten voor vijf jaar. Door inflatie wordt verwacht dat de totale kosten over de gehele levensduur van de James Webb-ruimtetelescoop US $10,8 miljard zullen bedragen.

### Lancering
Op 8 september 2021 stelde Arianespace 18 december 2021 vast als doel voor de lancering van Ariane-vlucht VA256 met de James Webb-ruimtetelescoop aan boord. Eind november liep men vier dagen uit op dat schema door een probleem met een klem van de vrachtadapter van de Ariane 5 dat extra testactiviteiten vereiste. Uiteindelijk werd de JWST met een Ariane 5-raket gelanceerd op 25 december 2021.
Van twee van de spiegels was voor de lancering al duidelijk dat het volautomatische uitlijningssysteem niet zou werken als gevolg van een defecte sensor. Het uitlijnen kan echter ook handmatig worden aangestuurd. Het team koos ervoor om het defect te laten en voor de handmatige optie te kiezen waardoor verdere vertraging werd voorkomen. Reparatie had betekend dat de reeds ingevouwen sonde weer had moeten worden geopend met alle bijkomende risico’s.

### Operationalisering
Doordat tijdens de initiële koerscorrecties direct na het lanceren van de JWST voor het bereiken van het L2 Lagrangepunt minder brandstof werd verbruikt dan oorspronkelijk berekend zal de telescoop waarschijnlijk langer dan 10 jaar operationeel kunnen blijven.
Na de lancering is de JWST begonnen zich gereed te maken voor gebruik. Er waren 344 critical points of failure bekend die de missie zouden kunnen doen mislukken. Kort na de afkoppeling van de raket ontvouwden de zonnepanelen zich. In de eerste week van januari 2022 werd het zonnescherm ontvouwen en op 8 januari werden de spiegels en instrumenten in hun positie gebracht. Daarmee begon de fase van testen en waren er nog 49 critical points of failure over.
Op 24 januari 2022 om 14.00 EST heeft de JWST 297 seconden lang zijn stuwraketten afgevuurd om de laatste koerscorrectie uit te voeren na de lancering, de zogenaamde MCC2 burn. Deze tussentijdse correctie bracht de JWST in zijn uiteindelijke baan rond L2.
Daarna moesten de meetinstrumenten afkoelen. Toen ze voldoende waren afgekoeld, werden ze aangezet om getest en gekalibreerd te worden. De uitlijning en ijking van de hoofdspiegel (tot een nanometer nauwkeurig) begonnen ook toen de temperatuur genoeg gedaald was en duurde zo'n drie maanden. De eerste beelden werden verwacht in de zomer van 2022.
In februari 2022 stuurde de JWST de eerste foto van een ster, HD 84406, uit de Grote Beer naar de aarde. De kwaliteit van de foto was niet optimaal omdat de spiegels nog niet waren uitgelijnd. Eind februari 2022 werd de derde van zeven geplande stappen om de 18 zeshoekige segmenten van Webbs spiegel uit te lijnen afgerond.
Eind april 2022 waren de instrumenten van de JWST uitgelijnd en konden de werkzaamheden voor de laatste fase, de operationalisering, in gang worden gezet.

### Operationeel
Op 11 juli 2022 werd de eerste foto gepubliceerd. Op 23 augustus werden foto’s van Jupiter gepubliceerd waarbij door filtering details als de ring van Jupiter zichtbaar werden. Op 2 september 2022 volgde de eerste foto met daarop een exoplaneet.

## Missie
De doelen van de James Webb-ruimtetelescoop zijn:
1. Het opvangen van licht van sterren en sterrenstelsels die kort na de oerknal werden gevormd.
2. Bepalen hoe deze oudste sterrenstelsels zijn geëvolueerd.
3. De vorming van nieuwe sterrenstelsels observeren.
4. De fysische en chemische samenstelling van verre sterrenstelsels meten en de mogelijkheid van het bestaan van leven onderzoeken.

Deze objecten zijn goed waarneembaar in het infrarood. Daarom is de telescoop geschikt gemaakt voor waarnemingen met golflengtes van 0,6 tot 28 micrometer. Omdat de zon en de aarde ook infraroodstraling uitzenden moet de telescoop afgeschermd worden van deze straling. Zo zal hij geplaatst worden op het tweede zon-aarde-Lagrangepunt L2. Hij zal altijd van de zon en aarde afgewend blijven. Zijn hitteschild is zodanig ontworpen dat het aan de koude kant -223 °C kan zijn terwijl aan de andere kant stikstof gekookt kan worden (-196 °C).
De primaire spiegel bestaat uit 18 elementen uit beryllium, gecoat met een laag goud. Beryllium is robuust en licht en kan inslagen van micrometeorieten weerstaan. De goudlaag dient om maximale reflectie voor infrarood te krijgen.

## Instrumenten
De telescoop omvat vier wetenschappelijke instrumenten die op een chassis zijn gemonteerd, de zogenaamde ISIS-module (Integrated Science Instrument Module):
- NIRCam: nabije-infrarood-camera (0,6 - 5 micron) van de universiteit van Arizona. NIRCam neemt het licht waar van de eerste sterrenstelsels die gevormd werden na de oerknal. Hij is geoptimaliseerd om dit "eerste licht" waar te nemen. Hij wordt ook gebruikt om de vorming van sterren in de Melkweg waar te nemen en om planeten rond andere sterren te observeren.
- NIRSpec: nabije-infrarood-spectrograaf van ESA met onderdelen geleverd door NASA/GSFC. Deze doet dezelfde waarnemingen als de NIRCam maar dan met een spectroscoop. Dit wil zeggen dat hij de aard van het materiaal kan bestuderen.
- MIRI: midden-infrarood-instrument geleverd door ESA en NASA/JPL. Dit instrument is ontwikkeld door een internationaal consortium van instituten met deelname van de Nederlandse Onderzoekschool voor Astronomie (NOVA) en leent zich vooral voor het waarnemen van warme exoplaneten en de spectrometrie van hun atmosfeer. Hij zal ook gebruikt worden voor de identificatie van sterren met een roodverschuiving van z>7. Daarnaast zal hij het warme stof en moleculair gas waarnemen in jonge sterren en protoplaneten (planetesimalen).[37][38]
- FGS/NIRISS: precisie-positionering en nabije-infrarood-spectrograaf geleverd door het Canadees ruimteagentschap. Dit zijn twee instrumenten in dezelfde behuizing maar zij werken onafhankelijk van elkaar. FGS betekent Fine Guidance Sensor (fijne besturingssensor). Hij dient voor de nauwkeurige positionering van de satelliet. De NIRISS is een spectrograaf die niet werkt met de klassieke fijne opening maar die een gans spectrum tegelijk waarneemt. Omdat hij het licht van elke bron uitsmeert over heel zijn spectrum, functioneert hij alleen als er weinig bronnen zijn: als objecten dicht bij elkaar staan overlappen hun spectra elkaar.

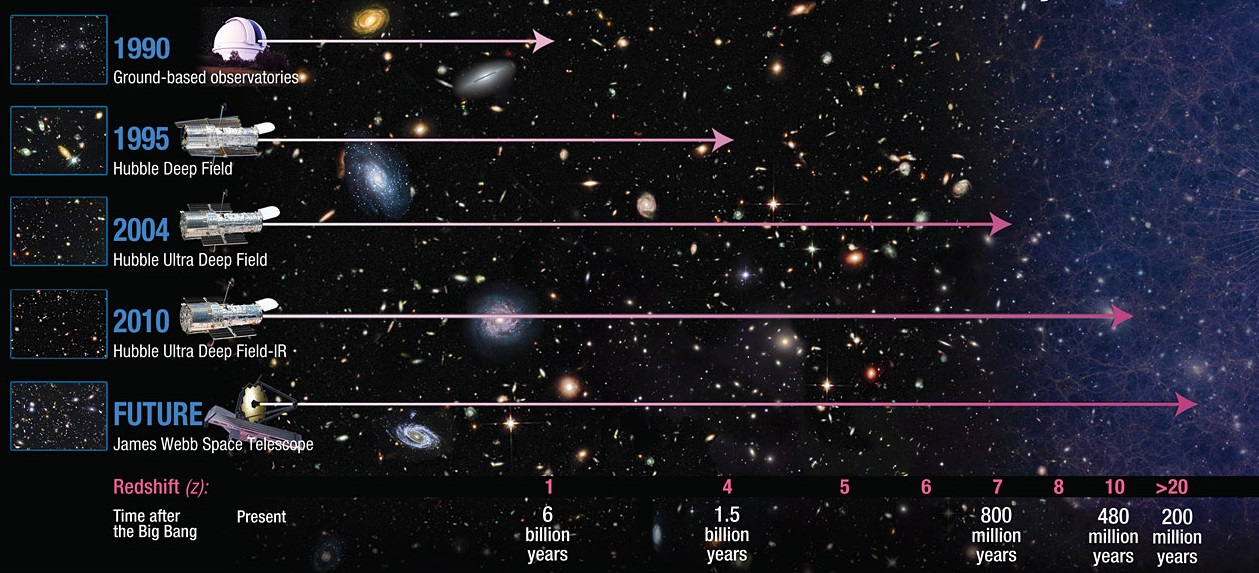
Vergelijking tussen hoe ver de JWST kan terugkijken in de tijd met andere ruimtetelescopen.

Er wordt gebruikgemaakt van infrarood-instrumenten omdat het universum uitdijt. Dit wil zeggen hoe verder we kijken in het universum, hoe sneller deze objecten weg bewegen van ons. Volgens het dopplereffect zal de golflengte van licht dat weg beweegt van ons een lagere golflengte krijgen. Dit betekent dat uitgezonden UV-licht of zichtbaar licht meer naar de rodere golflengten wordt verschoven (roodverschuiving) en naar het nabije en midden-infrarode deel van het elektromagnetisch spectrum voor heel hoge roodverschuiving. Om de vroegste vorming van sterren en sterrenstelsels te kunnen waarnemen moeten de telescoop en de instrumenten dus geoptimaliseerd worden voor dit soort licht.